# Сивас (ил)
Сивас (тур. Sivas) — ил в центральной части Турции.

## География
Ил граничит с илами Орду на севере, Токат на северо-западе, Гиресун на северо-востоке, Эрзинджан на востоке, Малатья на юго-востоке, Кахраманмараш на юге, Кайсери на юго-западе, Йозгат на западе.
Реки: Кызыл-Ирмак, Мелет-Ирмак, Теджер, Коч, Аджи-Ирмак, Маден. Водопады: Сызыр.
Горные хребты: Ешиль-Ирмак (г. Кызылдаг 3015 м), Бузбель (г. Бей 2792 м), Теджер (г. Гюрлевик 2676 м).

## История

### До нашей эры
- 7—6-е тысячелетия: первые поселения
- 1600—884: хетты
- 800—695: фригийцы
- 700—546: лидийцы
- 550—332: армяне
- 333: македонцы
- 280-0: армяне

### Наша эра
- 17-395: римляне
- 395—1075: византийцы
- 843—872: павликиане
- 1021—конец XI века: Арцруниды
- 1059: первые турецкие племена
- 1142—1171: династия Данишмендидов
- 1175: сельджуки, Конийский султанат
- 1232: монголы
- 1400: тимуриды
- XIV в.: вошёл в состав Османской империи
- 1915: уничтожение и изгнание армян
- 1919: конгресс в Сивасе

Во время Кемалистской революции в Сивасе 4-11 сентября 1919 был созван конгресс национально-буржуазных организаций (обществ «защиты прав»), избравший Представительный комитет — фактически (до апреля 1920) временное правительство революционной Турции.

## Население
Из 638 тысяч жителей ила Сивас 280 тысяч живут в городе Сивас (2007). Сивас — вторая по величине провинция Турции.
По данным Константинопольского патриархата, в 1912 году этнический состав был следующим:
- Турки - 192,000 чел. (37.9%)
- Армяне - 165,000 чел. (32.5%)
- Курды - 50,000 чел. (9.9%)
- Черкесы - 45,000 чел. (8.9%)
- Греки - 30,000 чел. (5.9%)
- Ассирийцы - 25,000 чел. (4.9%)

## Административное деление

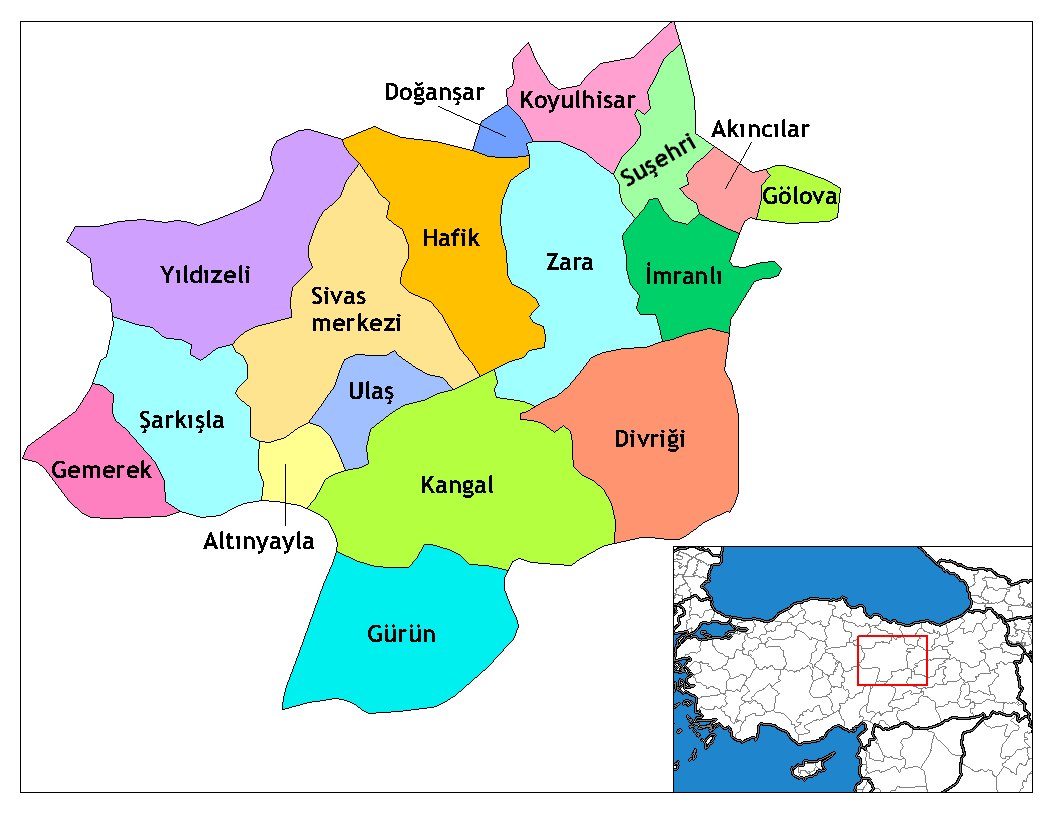

Ил Сивас делится на 17 районов:
1. Акынджылар (Akıncılar)
2. Алтыньяйла (Altınyayla)
3. Дивриги (Divriği)
4. Доганшар (Doğanşar)
5. Гемерек (Gemerek)
6. Гёлова (Gölova)
7. Гюрюн (Gürün)
8. Хафик (Hafik)
9. Имранлы (İmranlı)
10. Кангал (Kangal)
11. Коюльхисар (Koyulhisar)
12. Шаркышла (Şarkışla)
13. Сивас (Sivas)
14. Сушехри (Suşehri)
15. Улаш (Ulaş)
16. Йылдызели (Yıldızeli)
17. Зара (Zara)

## Экономика
Железнодорожная станция, узел шоссейных дорог.
Машиностроительная, металлообрабатывающая, цементная, деревообрабатывающая, пищевая и текстильная промышленность.
Сельское хозяйство: зерно, живой скот, шерсть.

## Достопримечательности
Провинция Сивас является основным туристическим центром с присущими ему древними областями, богатым историческим и культурным прошлым, историческими мостами, замками и быстрыми ручьями. В средние века через него проходил Великий шёлковый путь. Среди достопримечательностей ила:
- Большая мечеть (1197 год) и Голубое медресе (1271 год) в Сивасе
- крепость, мечеть и здравница в Дивриги
- здравница Иззеддин Кейкавус;
- медресе Гек, медресе Бурджуя и медресе с двумя минаретами;
- крепость Мейдан (Сивас);
- мечети: Али Ага, Али Баба и Кале (Диврии);
- мавзолеи: Али Эмир Ахмеда, Кади Бурханеддина и Абдульвахаб Гази, Гюдук Минаре (усыпальница Шейха Хасан бея), усыпальница Ситте Мелика и Камериддина;
- мост Богазкопру, мост Эгрикопру, мост Кесиккопру и мост Шахрух;
- гостиный двор Бехрам паши;
- баня Мейдан Хамамы;
- городской музей в Сивасе, Музей 4 сентября им. Ататюрка.
- места отдыха в лесах Фиданлык и Эгричимен, Сыджакчермик, Соукчермик и Балыклычермик.
- горячие источники Балыклы-Чермик в Кангале — один из главных центров лечения псориаза в мире, лечение проводится с помощью маленьких чёрных рыбок («докторские рыбки»).

Анатолийская овчарка — местная порода пастушьих собак.
Сивас славится народным творчеством — здесь изготавливают оригинальные ковры и килимы превосходного качества, перемётные сумки, ремни, плетут носки, шарфы.